# Discografia de Natasha Bedingfield
A discografia de Natasha Bedingfield, uma cantora britânica, consiste em três álbuns de estúdio, um de vídeo e extended play. Lançou vinte singles (incluindo um promocional e seis como artista convidada) e dezanove vídeos musicais, além dos seus temas vigorarem em bandas sonoras de filmes e séries de televisão. A artista foi apresentada ao fundador da editora discográfica Phonogenic pelo seu agente Gary Wilson. Contudo, Lisberg não estava convencido do talento de Natasha através das demos apresentadas, o que falhou em obter interesse para um contrato. O dono da organização começou a demonstrar um maior interesse após acompanhar as capacidades vocais em estúdio de Bedingfield, e mais tarde, foi realizada uma sessão contratual com a Sony BMG.
A sua estreia nas tabelas musicais ocorreu com o seu álbum de estreia, Unwritten, lançado em Setembro de 2004. O disco chegou à liderança da tabela UK Albums Chart do Reino Unido, e mais tarde foi certificado com tripla platina pela British Phonographic Industry (BPI) com vendas superiores a 900 mil. Nos Estados Unidos, a 26.ª posição foi o pico máximo do trabalho, também certificado com ouro pela Recording Industry Association of America (RIAA) pelas mais de 800 mil cópias distribuídas no território. Vendeu mais de 2.3 milhões mundialmente. "Single" foi a faixa de trabalho de avanço do projecto, seguindo-se "These Words e "Unwritten", que receberam ambos destaque comercial pela RIAA e Music Canada. O seu segundo acto, intitulado N.B., falhou em obter o mesmo desempenho comercial que o seu antecessor, contudo chegou ao nono lugar na tabela britânica e recebeu galardão de ouro pela RIAA e Music Canada. "I Wanna Have Your Babies" iniciou a divulgação do álbum, que mais tarde sofreu alterações no seu alinhamento para ser lançado nos Estados Unidos sob o nome de Pocketful of Sunshine em Janeiro de 2008. A obra homónima obteve dupla platina nos EUA e atingiu a quinta posição na Hot 100.
Em Dezembro de 2010, Strip Me é editado, mas vende apenas 62 mil cópias nos Estados Unidos, obtendo o 103.º lugar na Billboard 200. "Pocketful of Sunshine" serviu novamente como single para a promoção do relançamento para a Europa, Strip Me Away. "Touch" e a faixa homónima encerraram a divulgação do disco com pior desempenho comercial da artista a nível mundial. Ao longo da sua carreira, Natasha Bedingfield participou como artista convidada em várias obras de outros músicos, colaborando com Simple Plan, Rascal Flatts, Adam Levine, Javier Colon, Sean Kingston e Lifehouse.

## Álbuns

### Álbuns de estúdio
| Título | Melhor posição nas tabelas musicais | Melhor posição nas tabelas musicais | Melhor posição nas tabelas musicais | Melhor posição nas tabelas musicais | Melhor posição nas tabelas musicais | Melhor posição nas tabelas musicais | Melhor posição nas tabelas musicais | Melhor posição nas tabelas musicais | Melhor posição nas tabelas musicais | Melhor posição nas tabelas musicais | Vendas                                  | Certificações                       |
| Título | ALE                                 | AUS                                 | AUT                                 | CAN                                 | EUA                                 | IRL                                 | NZ                                  | PB                                  | RU                                  | SUI                                 | Vendas                                  | Certificações                       |
| --- | ----------------------------------- | ----------------------------------- | ----------------------------------- | ----------------------------------- | ----------------------------------- | ----------------------------------- | ----------------------------------- | ----------------------------------- | ----------------------------------- | ----------------------------------- | --------------------------------------- | ----------------------------------- |
| Unwritten - Lançamento: 6 de Setembro de 2004 - Editora discográfica: Phonogenic, Epic - Formato(s): CD, descarga digital                  | 20                                  | 89                                  | 31                                  | —                                   | 26                                  | 4                                   | 31                                  | 16                                  | 1                                   | 23                                  | - : 3,500,000 - : 850,000 - : 1,000,000 | - RIAA: Ouro - BPI: 3× Platina      |
| N.B. / Pocketful of Sunshine - Lançamento: 30 de Abril de 2007 - Editora discográfica: Phonogenic, Epic - Formato(s): CD, descarga digital | 80                                  | —                                   | —                                   | 13                                  | 3                                   | 14                                  | —                                   | 13                                  | 9                                   | 37                                  | - : 2,500,000 - : 750,000               | - MC: Ouro - RIAA: Ouro - BPI: Ouro |
| Strip Me / Strip Me Away - Lançamento: 7 de Dezembro de 2010 - Editora discográfica: Phonogenic, Epic - Formato(s): CD, descarga digital   | 45                                  | —                                   | —                                   | —                                   | 103                                 | —                                   | —                                   | —                                   | —                                   | 42                                  | - : 102 mil                             |                                     |
| "—" denota um título que não tenha entrado na tabela musical do respectivo país.                                                           |                                     |                                     |                                     |                                     |                                     |                                     |                                     |                                     |                                     |                                     |                                         |                                     |

### Álbuns de vídeo
| Título                | Detalhes do álbum                                                                       | Notas                                                                                                  |
| --------------------- | --------------------------------------------------------------------------------------- | --- |
| Live in New York City | - Lançamento: 21 de Novembro de 2006 - Editora discográfica: Sony BMG - Formato(s): DVD | - Contém o concerto de Bedingfield no Nokia Theatre em Nova Iorque, um documentário e vídeos musicais. |

### EP
| Título              | Detalhes do álbum                                                                                 |
| ------------------- | ------------------------------------------------------------------------------------------------- |
| Live from London EP | - Lançamento: 29 de Junho de 2007 - Editora discográfica: Sony BMG - Formato(s): Descarga digital |

## Singles

### Como artista principal
| Ano                                                                              | Título                               | Melhor posição nas tabelas musicais | Melhor posição nas tabelas musicais | Melhor posição nas tabelas musicais | Melhor posição nas tabelas musicais | Melhor posição nas tabelas musicais | Melhor posição nas tabelas musicais | Melhor posição nas tabelas musicais | Melhor posição nas tabelas musicais | Melhor posição nas tabelas musicais | Melhor posição nas tabelas musicais | Certificação                            | Álbum                                 |
| Ano                                                                              | Título                               | ALE                                 | AUS                                 | AUT                                 | CAN                                 | EUA                                 | IRL                                 | NZ                                  | PB                                  | RU                                  | SUI                                 | Certificação                            | Álbum                                 |
| -------------------------------------------------------------------------------- | ------------------------------------ | ----------------------------------- | ----------------------------------- | ----------------------------------- | ----------------------------------- | ----------------------------------- | ----------------------------------- | ----------------------------------- | ----------------------------------- | ----------------------------------- | ----------------------------------- | --------------------------------------- | ------------------------------------- |
| 2004                                                                             | "Single"                             | —                                   | —                                   | —                                   | —                                   | 57                                  | 7                                   | —                                   | —                                   | 3                                   | —                                   |                                         | Unwritten                             |
| 2004                                                                             | "These Words"                        | 2                                   | 5                                   | 2                                   | —                                   | 17                                  | 1                                   | 2                                   | 4                                   | 1                                   | 8                                   | - ARIA: Ouro - RIAA: Ouro - RIANZ: Ouro | Unwritten                             |
| 2004                                                                             | "Unwritten"                          | 22                                  | 26                                  | 18                                  | 4                                   | 5                                   | 9                                   | 15                                  | 5                                   | 6                                   | 26                                  | - MC: Platina - RIAA: 2× Platina        | Unwritten                             |
| 2005                                                                             | "I Bruise Easily"                    | 46                                  | —                                   | 46                                  | —                                   | —                                   | 17                                  | —                                   | 13                                  | 12                                  | 53                                  |                                         | Unwritten                             |
| 2007                                                                             | "I Wanna Have Your Babies"           | 39                                  | 50                                  | 50                                  | —                                   | —                                   | 8                                   | —                                   | 23                                  | 7                                   | 100                                 |                                         | N.B.                                  |
| 2007                                                                             | "Soulmate"                           | 12                                  | —                                   | 7                                   | 79                                  | 96                                  | 28                                  | —                                   | 24                                  | 7                                   | 7                                   | - BVMI: Ouro                            | N.B. / Pocketful of Sunshine          |
| 2007                                                                             | "Love Like This" (com Sean Kingston) | 33                                  | —                                   | —                                   | 9                                   | 11                                  | 34                                  | 5                                   | —                                   | 20                                  | —                                   | - RIAA: Platina                         | Pocketful of Sunshine                 |
| 2007                                                                             | "Say It Again" (com Adam Levine)     | —                                   | —                                   | —                                   | —                                   | —                                   | —                                   | —                                   | —                                   | —                                   | —                                   |                                         | N.B. / Pocketful of Sunshine          |
| 2008                                                                             | "Pocketful of Sunshine"              | 24                                  | —                                   | 28                                  | 3                                   | 5                                   | —                                   | —                                   | —                                   | —                                   | 43                                  | - MC: Platina - RIAA: 2× Platina        | Pocketful of Sunshine / Strip Me Away |
| 2008                                                                             | "Angel"                              | —                                   | —                                   | —                                   | 41                                  | 63                                  | —                                   | —                                   | —                                   | —                                   | —                                   |                                         | Pocketful of Sunshine                 |
| 2010                                                                             | "Touch"                              | —                                   | —                                   | —                                   | 60                                  | —                                   | —                                   | —                                   | —                                   | —                                   | —                                   |                                         | Strip Me / Strip Me Away              |
| 2010                                                                             | "Strip Me"                           | —                                   | —                                   | —                                   | 65                                  | 91                                  | —                                   | —                                   | —                                   | —                                   | —                                   |                                         | Strip Me / Strip Me Away              |
| 2011                                                                             | "Shake Up Christmas"                 | 92                                  | 45                                  | —                                   | 60                                  | —                                   | —                                   | —                                   | 25                                  | —                                   | —                                   |                                         | Single sem álbum                      |
| "—" denota um título que não tenha entrado na tabela musical do respectivo país. |                                      |                                     |                                     |                                     |                                     |                                     |                                     |                                     |                                     |                                     |                                     |                                         |                                       |

### Como artista convidada
| Ano                                                                              | Título                                                          | Melhor posição nas tabelas musicais | Melhor posição nas tabelas musicais | Melhor posição nas tabelas musicais | Melhor posição nas tabelas musicais | Melhor posição nas tabelas musicais | Melhor posição nas tabelas musicais | Melhor posição nas tabelas musicais | Melhor posição nas tabelas musicais | Melhor posição nas tabelas musicais | Melhor posição nas tabelas musicais | Certificação                     | Álbum                          |
| Ano                                                                              | Título                                                          | ALE                                 | AUS                                 | AUT                                 | CAN                                 | EUA                                 | IRL                                 | NZ                                  | PB                                  | RU                                  | SUI                                 | Certificação                     | Álbum                          |
| -------------------------------------------------------------------------------- | --------------------------------------------------------------- | ----------------------------------- | ----------------------------------- | ----------------------------------- | ----------------------------------- | ----------------------------------- | ----------------------------------- | ----------------------------------- | ----------------------------------- | ----------------------------------- | ----------------------------------- | -------------------------------- | ------------------------------ |
| 2008                                                                             | "Bruised Water" (Chicane vs. Natasha Bedingfield)               | —                                   | —                                   | —                                   | —                                   | —                                   | —                                   | —                                   | 22                                  | 42                                  | —                                   |                                  | The Best of Chicane: 1996–2008 |
| 2008                                                                             | "Just Stand Up!" (Artists Stand Up to Cancer)                   | —                                   | 39                                  | 73                                  | 10                                  | 11                                  | 11                                  | 19                                  | —                                   | 26                                  | —                                   |                                  | Single de caridade             |
| 2011                                                                             | "Jet Lag" (Simple Plan com Natasha Bedingfield)                 | 59                                  | 8                                   | —                                   | 11                                  | —                                   | —                                   | —                                   | 19                                  | —                                   | 54                                  | - ARIA: 2× Platina - MC: Platina | Get Your Heart On!             |
| 2011                                                                             | "Easy" (Rascal Flatts com Natasha Bedingfield)                  | —                                   | —                                   | —                                   | —                                   | 43                                  | —                                   | —                                   | —                                   | —                                   | —                                   | - RIAA: Ouro                     | Nothing Like This              |
| 2011                                                                             | "As Long As We Got Love" (Javier Colon com Natasha Bedingfield) | —                                   | —                                   | —                                   | —                                   | —                                   | —                                   | —                                   | —                                   | —                                   | —                                   |                                  | Come Through for You           |
| 2012                                                                             | "Between the Raindrops" (Lifehouse com Natasha Bedingfield)     | —                                   | —                                   | —                                   | 16                                  | —                                   | —                                   | —                                   | —                                   | —                                   | —                                   |                                  | Almería                        |
| "—" denota um título que não tenha entrado na tabela musical do respectivo país. |                                                                 |                                     |                                     |                                     |                                     |                                     |                                     |                                     |                                     |                                     |                                     |                                  |                                |

### Promocionais
| Ano  | Título                  | Álbum                                 |
| ---- | ----------------------- | ------------------------------------- |
| 2006 | "The One That Got Away" | Unwritten (versão dos Estados Unidos) |

## Lados B
| Ano  | Título                                  | Lado A                     | Nota(s) |
| ---- | --------------------------------------- | -------------------------- | --- |
| 2004 | "The One That Got Away"                 | "These Words"              | — |
| 2004 | "The Scientist"                         | "Unwritten"                | - Versão ao vivo da música da banda britânica Coldplay, durante o festival Radio 1 Live Lounge Recording.    |
| 2005 | "Ain't Nobody" (com Daniel Bedingfield) | "I Bruise Easily"          | - Versão ao vivo durante a cerimónia Brit Awards.                                                            |
| 2005 | "You Look Good On Me"                   | "I Bruise Easily"          | — |
| 2007 | "What Ifs"                              | "I Wanna Have Your Babies" | |
| 2008 | "Chasing Cars"                          | "Soulmate"                 | - Versão ao vivo da música da banda britânica Snow Patrol, durante o festival Radio 1 Live Lounge Recording. |
| 2008 | "Stepping Stone"                        | "Love Like This"           | — |
| 2010 | "Unexpected Hero"                       | "Strip Me"                 | — |

## Outras aparências
Nas seguintes canções, a cantora contribui com os seus vocais creditados em álbuns de outros artistas, sem lançamentos por parte da própria.
| Ano  | Título                                              | Álbum                                     |
| ---- | --------------------------------------------------- | ----------------------------------------- |
| 2002 | "All I Do"                                          | Blessed                                   |
| 2004 | "Shout Your Fame"                                   | Shout God's Fame                          |
| 2004 | "You Are My Rock"                                   | Shout God's Fame                          |
| 2004 | "Centre of My Life"                                 | Shout God's Fame                          |
| 2004 | "I Will Go"                                         | Shout God's Fame                          |
| 2004 | "Here I Am (Father's Love)"                         | Shout God's Fame                          |
| 2004 | "Alive"                                             | Jesus Is My Superhero                     |
| 2004 | "You're the One"                                    | Jesus Is My Superhero                     |
| 2006 | "Unwritten" (actuação acústica ao vivo)             | The N Soundtrack                          |
| 2006 | "The Scientist"                                     | Radio 1's Live Lounge                     |
| 2007 | "Ray of Light"                                      | Radio 1. Established 1967                 |
| 2007 | "Chasing Cars"                                      | Radio 1's Live Lounge – Volume 2          |
| 2008 | "Just Stand Up!"                                    | Single de caridade                        |
| 2008 | "Pocketful of Sunshine"                             | Music from Degrassi: The Next Generation  |
| 2009 | "Again"                                             | Confessions of a Shopaholic               |
| 2010 | "Last Chance" (Nicki Minaj com Natasha Bedingfield) | Pink Friday                               |
| 2012 | "Ring Them Bells"                                   | Chimes of Freedom: The Songs of Bob Dylan |

## Vídeos musicais
| Ano  | Título                                      | Director(es)               |
| ---- | ------------------------------------------- | -------------------------- |
| 2004 | "Single"                                    | Jake Nava                  |
| 2004 | "These Words"                               | Sophie Muller e Scott Lyon |
| 2004 | "Unwritten"                                 | Michael Gracey             |
| 2005 | "I Bruise Easily"                           | Matthew Rolston            |
| 2005 | "These Words" (versão norte-americana)      | Chris Milk                 |
| 2005 | "Unwritten" (versão norte-americana)        | Chris Applebaum            |
| 2006 | "Single" (versão norte-americana)           | Jake Nava                  |
| 2007 | "I Wanna Have Your Babies"                  | Dave Meyers                |
| 2007 | "Soulmate"                                  | Mark Pellington            |
| 2007 | "Say It Again" (com Adam Levine)            | Charles Mehling            |
| 2007 | "Love Like This" (com Sean Kingston)        | Gil Green                  |
| 2008 | "Pocketful of Sunshine"                     | Alan Ferguson              |
| 2008 | "Angel"                                     | Phil Griffin               |
| 2010 | "Touch"                                     | Rich Lee                   |
| 2010 | "Strip Me"                                  | Kathie Rankin              |
| 2011 | "Jet Lag" (com Simple Plan)                 | Frank Borin                |
| 2011 | "Easy" (com Rascal Flatts)                  | Peter Zavadil              |
| 2011 | "As Long As We Got Love" (com Javier Colon) | Desconhecido               |
| 2012 | "Between the Raindrops" (com Lifehouse)     | Hyperballad                |